# Eleanor de Clare
Eleanor de Clare, suo iure 6a dama de Glamorgan (Castell de Caerphilly (Gal·les) 3 d'octubre del 1292 - Castell de Monmouth (Gal·les), 30 de juny del 1337) va ser una poderosa noble anglo-gal·lesa que es va casar amb Hug Le Despenser el Jove i era néta d'Eduard I. Amb les seves germanes, Elizabeth de Clare i Margaret de Clare, va heretar les propietats del seu pare després de la mort del seu germà, Gilbert de Clare, 8è comte de Gloucester, 7è comte de Hereford, a la batalla de Bannockburn el 1314. Va néixer l'any 1292 al castell de Caerphilly a Glamorgan, Gal·les i era la filla gran de Gilbert de Clare, 6è comte d'Hertford, 7è comte de Gloucester, 5è senyor de Glamorgan i la princesa Joana d'Acre.

## Herència de Clare
Com a co-hereva amb les seves germanes Elizabeth de Clare (esposa de Roger d'Amory) i Margaret de Clare (esposa d'Hugh Audley), el 1314 va heretar les propietats de Clare, inclosa l'enorme baronia feudal de Gloucester, després de la mort del seu germà, Gilbert de Clare, quart comte de Gloucester a la batalla de Bannockburn. La partició no es va resoldre completament fins al 1317. Durant aquest període la seu familiar del castell de Caerphilly va ser ocupada pel rei sota la direcció de Payn de Turberville del castell de Coity. En protesta contra el maltractament de Turberville, el noble gal·lès Llywelyn Bren i els seus partidaris van llançar un atac sorpresa el 28 de gener de 1316 i van assetjar el castell de Caerphilly, que va resistir amb èxit sota el comandament de "La dama de Clare" (gairebé segurament Eleanor) i una petita guarnició fins que Sir William Montacute va ser rellevat el 12 de març de 1316.

## Matrimoni amb Hugh Despenser el jove
El maig de 1306 a Westminster, Elionor es va casar amb Hugh le Despenser el Jove, fill d'Hugh le Despenser, comte de Winchester per la seva dona Isabel de Beauchamp, filla de Guillem de Beauchamp, 9è comte de Warwick. Despenser es va convertir així en Lord de Glamorgan. El seu avi, el rei Eduard I, va concedir a Elionor un dot de 2.000 lliures esterlines. El marit d'Elionor es va convertir en el nou favorit del seu oncle, el rei Eduard II. El rei va afavorir molt Hug i Elionor, visitant-los sovint i concedint-los molts regals.
La fortuna d'Elionor va canviar dràsticament després de la invasió el setembre de 1326 de l'esposa d'Eduard, la reina Isabel. i el seu amant, Roger Mortimer, que va enderrocar el Rei; dos mesos més tard, el seu marit Hugh va ser condemnat per alta traïció i posteriorment penjat, escarnit i esquarterat.

## Afers
Per Despencer Eleanor va tenir nou fills:
- Hugh le Despenser (c. 1308/9 - 8 de febrer de 1349), baró le Despenser, que va ser convocat al Parlament el 1338. A la seva mort sense descendència, el seu nebot Edward, fill del seu germà Edward, va ser nomenat baró el Despenser el 1357. .
- Edward le Despenser (c. 1310 - 30 de setembre de 1342), soldat, mort al setge de Vannes;[5] pare d'Edward Despenser, Cavaller de la Lliga, que es va convertir en baró le Despenser en una nova creació de 1357.
- Isabel le Despenser, comtessa d'Arundel (c. 1312 – després de 1356), es va casar, com la seva primera esposa, Richard Fitzalan, 10è comte d'Arundel. El matrimoni va ser anul·lat i el seu fill, Edmund, va ser desheretat.
- Joan le Despenser (c. 1314 - 15 de novembre de 1384), monja a l'abadia de Shaftesbury
- Gilbert le Despenser (c. 1316 – abril 1382).
- John le Despenser (c. 1317 – juny de 1366).
- Eleanor le Despenser (c. 1319 - febrer de 1351), monja al Priorat de Sempringham
- Margaret le Despenser (c. agost de 1323 - 1337), monja al priorat de Whatton
- Elizabeth le Despenser (c. desembre de 1325 - 13 de juliol de 1389), es va casar amb Maurice de Berkeley, quart baró de Berkeley.

## Empresonament
El novembre de 1326, Elionor va ser confinada a la Torre de Londres. La fortuna de la família Despenser també va patir amb les execucions del marit i el sogre d'Elionor. El fill gran d'Elionor i Hugh, Hugh le Despencer, el baró le Despencer (1308–1349), que va mantenir el castell de Caerphilly contra les forces de la reina fins a la primavera de 1327, es va salvar la vida quan va rendir el castell, però va romandre presoner fins al juliol de 1331, després del qual finalment va ser restaurat al favor reial. Tres de les filles d'Elionor van ser velades per la força com a monges. Només la filla gran, Isabel, i la filla petita, Isabel, van escapar del monestir, Isabel perquè ja estava casada i Isabel a causa de la seva infantesa. El febrer de 1328 Elionor va ser alliberada de la presó. L'abril de 1328, va ser restaurada en possessió de les seves pròpies terres, per les quals a ella de li va fer un homenatge.

## Matrimoni amb William de la Zouche
El gener de 1329 Eleanor va ser segrestada del castell de Hanley per William la Zouche, primer baró Zouche de Mortimer, que havia estat un dels captors del seu primer marit i que havia liderat el setge del castell de Caerphilly. El segrest pot haver estat, de fet, una fuga; en tot cas, les terres d'Elionor foren confiscades pel rei Eduard III, i es va ordenar la detenció de la parella. Al mateix temps, Elionor va ser acusada de robar joies de la Torre de Londres. Poc després de febrer de 1329, va ser empresonada per segona vegada a la Torre, i més tard va ser traslladada al castell de Devizes. El gener de 1330 va ser alliberada i perdonada després d'haver acceptat cedir la part més valuosa de la seva part de la lucrativa herència de Clare a la corona. Només podia recuperar les seves terres pagant l'enorme suma de 50.000 lliures en un sol dia.
Al cap d'un any, però, el jove futur rei Eduard III (cosí germà d'Elionor) va enderrocar l'amant de la reina Isabel, Roger Mortimer, 1st Earl of March, i el va fer executar. Eleanor va ser dels que es van beneficiar de la caiguda de Mortimer i Isabella. Va demanar a Eduard III la restauració de les seves terres, afirmant que les havia signat després de ser amenaçada per Roger Mortimer que mai seria alliberada si no ho feia. El 1331 Eduard III va concedir la seva petició "per alleujar la consciència del rei" i li va permetre recuperar les terres amb la condició que pagués una multa de 10.000 lliures, reduïda posteriorment a 5.000 lliures, a terminis. Eleanor va pagar parcialment la multa, però la major part va quedar pendent a la seva mort.
Tanmateix, els problemes de Eleanor no s'havien acabat. Després del matrimoni d'Eleanor amb Zouche, John de Grey, primer baró Gray de Rotherfield va afirmar que s'havia casat amb ella primer. El 1333 Gray encara intentava reclamar el matrimoni amb Eleanor; el cas va ser apel·lat al Papa diverses vegades. Finalment, Zouche va guanyar la disputa i Eleanor va romandre amb ell fins a la seva mort el febrer de 1337, només uns mesos abans de la mort d'Eleanor. Amb Zouche, Eleanor va tenir un fill: William de la Zouche, nascut l'any 1330, que va morir després de 1360, monjo a l'abadia de Glastonbury.

## Reforma de l'abadia de Tewkesbury

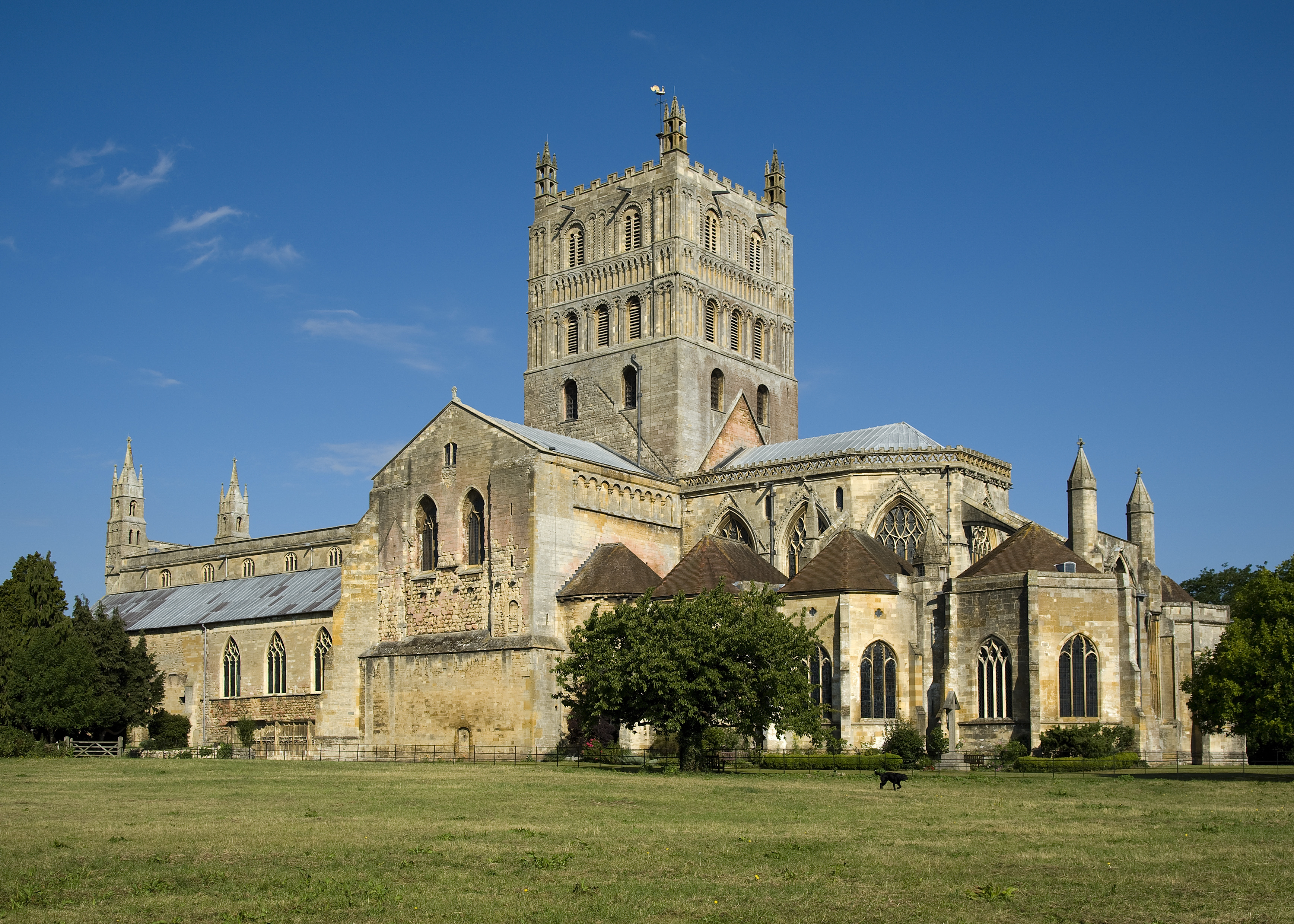
Abadia de Tewkesbury

En general, se'ls atribueix a Hugh le Despenser el Jove i a Eleanor haver començat les renovacions de l'abadia de Tewkesbury, una fundació dels seus avantpassats, que la va transformar en un dels millors exemples de l'estil decorat d'arquitectura que sobreviu avui. Els famosos vitralls del cor del segle XIV, que inclouen les figures armades dels avantpassats d'Elionor, el germà i els dos marits, van ser molt probablement aportació de la pròpia Elionor, encara que probablement no va viure per veure'ls col·locats. La dona nua de genolls mirant el Judici Final a la finestra est del cor pot representar Elionor.

## Ascendència
|  |                                                                 |  |  |  |  |  |  |  |  |  |  |  |  |  |  |  |
|  | 16. Richard de Clare, 3r comte d'Hertford                       |  |  |  |  |  |  |  |  |  |  |  |  |  |  |  |
|  |                                                                 |  |  |  |  |  |  |  |  |  |  |  |  |  |  |  |
|  |                                                                 |  |  |  |  |  |  |  |  |  |  |  |  |  |  |  |
|  | 8.Gilbert de Clare, 5è comte de Gloucester                      |  |  |  |  |  |  |  |  |  |  |  |  |  |  |  |
|  |                                                                 |  |  |  |  |  |  |  |  |  |  |  |  |  |  |  |
|  |                                                                 |  |  |  |  |  |  |  |  |  |  |  |  |  |  |  |
|  | 17. Amice FitzRobert, comtessa de Gloucester                    |  |  |  |  |  |  |  |  |  |  |  |  |  |  |  |
|  |                                                                 |  |  |  |  |  |  |  |  |  |  |  |  |  |  |  |
|  |                                                                 |  |  |  |  |  |  |  |  |  |  |  |  |  |  |  |
|  | 4.Richard de Clare, 6è comte de Gloucester, 5è comte d'Hertford |  |  |  |  |  |  |  |  |  |  |  |  |  |  |  |
|  |                                                                 |  |  |  |  |  |  |  |  |  |  |  |  |  |  |  |
|  |                                                                 |  |  |  |  |  |  |  |  |  |  |  |  |  |  |  |
|  | 18. Guillem el Mariscal, 1r comte de Pembroke                   |  |  |  |  |  |  |  |  |  |  |  |  |  |  |  |
|  |                                                                 |  |  |  |  |  |  |  |  |  |  |  |  |  |  |  |
|  |                                                                 |  |  |  |  |  |  |  |  |  |  |  |  |  |  |  |
|  | 9. Isabel Marshal                                               |  |  |  |  |  |  |  |  |  |  |  |  |  |  |  |
|  |                                                                 |  |  |  |  |  |  |  |  |  |  |  |  |  |  |  |
|  |                                                                 |  |  |  |  |  |  |  |  |  |  |  |  |  |  |  |
|  | 19. Isabel de Clare, 4a comtessa de Pembroke                    |  |  |  |  |  |  |  |  |  |  |  |  |  |  |  |
|  |                                                                 |  |  |  |  |  |  |  |  |  |  |  |  |  |  |  |
|  |                                                                 |  |  |  |  |  |  |  |  |  |  |  |  |  |  |  |
|  | 2.Gilbert de Clare, 7è comte de Gloucester, 6è comte d'Hertford |  |  |  |  |  |  |  |  |  |  |  |  |  |  |  |
|  |                                                                 |  |  |  |  |  |  |  |  |  |  |  |  |  |  |  |
|  |                                                                 |  |  |  |  |  |  |  |  |  |  |  |  |  |  |  |
|  | 20. Roger de Lacy                                               |  |  |  |  |  |  |  |  |  |  |  |  |  |  |  |
|  |                                                                 |  |  |  |  |  |  |  |  |  |  |  |  |  |  |  |
|  |                                                                 |  |  |  |  |  |  |  |  |  |  |  |  |  |  |  |
|  | 10. John de Lacy, 2n comte de Lincoln                           |  |  |  |  |  |  |  |  |  |  |  |  |  |  |  |
|  |                                                                 |  |  |  |  |  |  |  |  |  |  |  |  |  |  |  |
|  |                                                                 |  |  |  |  |  |  |  |  |  |  |  |  |  |  |  |
|  | 21. Maud de Clere                                               |  |  |  |  |  |  |  |  |  |  |  |  |  |  |  |
|  |                                                                 |  |  |  |  |  |  |  |  |  |  |  |  |  |  |  |
|  |                                                                 |  |  |  |  |  |  |  |  |  |  |  |  |  |  |  |
|  | 5.Maud de Lacy, comtessa de Lincoln                             |  |  |  |  |  |  |  |  |  |  |  |  |  |  |  |
|  |                                                                 |  |  |  |  |  |  |  |  |  |  |  |  |  |  |  |
|  |                                                                 |  |  |  |  |  |  |  |  |  |  |  |  |  |  |  |
|  | 22. Robert de Quincy                                            |  |  |  |  |  |  |  |  |  |  |  |  |  |  |  |
|  |                                                                 |  |  |  |  |  |  |  |  |  |  |  |  |  |  |  |
|  |                                                                 |  |  |  |  |  |  |  |  |  |  |  |  |  |  |  |
|  | 11. Margaret de Lincoln                                         |  |  |  |  |  |  |  |  |  |  |  |  |  |  |  |
|  |                                                                 |  |  |  |  |  |  |  |  |  |  |  |  |  |  |  |
|  |                                                                 |  |  |  |  |  |  |  |  |  |  |  |  |  |  |  |
|  | 23. Hawise de Chester, 1a comtessa de Lincoln                   |  |  |  |  |  |  |  |  |  |  |  |  |  |  |  |
|  |                                                                 |  |  |  |  |  |  |  |  |  |  |  |  |  |  |  |
|  |                                                                 |  |  |  |  |  |  |  |  |  |  |  |  |  |  |  |
|  | 1. Eleanor de Clare                                             |  |  |  |  |  |  |  |  |  |  |  |  |  |  |  |
|  |                                                                 |  |  |  |  |  |  |  |  |  |  |  |  |  |  |  |
|  |                                                                 |  |  |  |  |  |  |  |  |  |  |  |  |  |  |  |
|  | 24. Joan I d'Anglaterra                                         |  |  |  |  |  |  |  |  |  |  |  |  |  |  |  |
|  |                                                                 |  |  |  |  |  |  |  |  |  |  |  |  |  |  |  |
|  |                                                                 |  |  |  |  |  |  |  |  |  |  |  |  |  |  |  |
|  | 12. Enric III d'Anglaterra                                      |  |  |  |  |  |  |  |  |  |  |  |  |  |  |  |
|  |                                                                 |  |  |  |  |  |  |  |  |  |  |  |  |  |  |  |
|  |                                                                 |  |  |  |  |  |  |  |  |  |  |  |  |  |  |  |
|  | 25. Isabel d'Angulema                                           |  |  |  |  |  |  |  |  |  |  |  |  |  |  |  |
|  |                                                                 |  |  |  |  |  |  |  |  |  |  |  |  |  |  |  |
|  |                                                                 |  |  |  |  |  |  |  |  |  |  |  |  |  |  |  |
|  | 6.Eduard I d'Anglaterra                                         |  |  |  |  |  |  |  |  |  |  |  |  |  |  |  |
|  |                                                                 |  |  |  |  |  |  |  |  |  |  |  |  |  |  |  |
|  |                                                                 |  |  |  |  |  |  |  |  |  |  |  |  |  |  |  |
|  | 26. Ramon Berenguer V de Provença                               |  |  |  |  |  |  |  |  |  |  |  |  |  |  |  |
|  |                                                                 |  |  |  |  |  |  |  |  |  |  |  |  |  |  |  |
|  |                                                                 |  |  |  |  |  |  |  |  |  |  |  |  |  |  |  |
|  | 13. Elionor de Provença                                         |  |  |  |  |  |  |  |  |  |  |  |  |  |  |  |
|  |                                                                 |  |  |  |  |  |  |  |  |  |  |  |  |  |  |  |
|  |                                                                 |  |  |  |  |  |  |  |  |  |  |  |  |  |  |  |
|  | 27. Beatriu de Savoia                                           |  |  |  |  |  |  |  |  |  |  |  |  |  |  |  |
|  |                                                                 |  |  |  |  |  |  |  |  |  |  |  |  |  |  |  |
|  |                                                                 |  |  |  |  |  |  |  |  |  |  |  |  |  |  |  |
|  | 3.Joana d'Acre                                                  |  |  |  |  |  |  |  |  |  |  |  |  |  |  |  |
|  |                                                                 |  |  |  |  |  |  |  |  |  |  |  |  |  |  |  |
|  |                                                                 |  |  |  |  |  |  |  |  |  |  |  |  |  |  |  |
|  | 28. Alfons IX de Lleó                                           |  |  |  |  |  |  |  |  |  |  |  |  |  |  |  |
|  |                                                                 |  |  |  |  |  |  |  |  |  |  |  |  |  |  |  |
|  |                                                                 |  |  |  |  |  |  |  |  |  |  |  |  |  |  |  |
|  | 14. Ferran III de Castella                                      |  |  |  |  |  |  |  |  |  |  |  |  |  |  |  |
|  |                                                                 |  |  |  |  |  |  |  |  |  |  |  |  |  |  |  |
|  |                                                                 |  |  |  |  |  |  |  |  |  |  |  |  |  |  |  |
|  | 29. Berenguera de Castella                                      |  |  |  |  |  |  |  |  |  |  |  |  |  |  |  |
|  |                                                                 |  |  |  |  |  |  |  |  |  |  |  |  |  |  |  |
|  |                                                                 |  |  |  |  |  |  |  |  |  |  |  |  |  |  |  |
|  | 7.Elionor de Castella                                           |  |  |  |  |  |  |  |  |  |  |  |  |  |  |  |
|  |                                                                 |  |  |  |  |  |  |  |  |  |  |  |  |  |  |  |
|  |                                                                 |  |  |  |  |  |  |  |  |  |  |  |  |  |  |  |
|  | 30. Simó de Dammartin                                           |  |  |  |  |  |  |  |  |  |  |  |  |  |  |  |
|  |                                                                 |  |  |  |  |  |  |  |  |  |  |  |  |  |  |  |
|  |                                                                 |  |  |  |  |  |  |  |  |  |  |  |  |  |  |  |
|  | 15. Joana de Dammartin                                          |  |  |  |  |  |  |  |  |  |  |  |  |  |  |  |
|  |                                                                 |  |  |  |  |  |  |  |  |  |  |  |  |  |  |  |
|  |                                                                 |  |  |  |  |  |  |  |  |  |  |  |  |  |  |  |
|  | 31. Maria de Ponthieu                                           |  |  |  |  |  |  |  |  |  |  |  |  |  |  |  |
|  |                                                                 |  |  |  |  |  |  |  |  |  |  |  |  |  |  |  |
|  |                                                                 |  |  |  |  |  |  |  |  |  |  |  |  |  |  |  |

## Retrats de ficció
Eleanor és un personatge secundari de Les Rois maudits (Els reis maleïts), una sèrie de novel·les històriques franceses de Maurice Druon. Va ser interpretada per Florence Dunoyer a l'adaptació de la mini sèrie francesa de 1972 i per Angèle Humeau a l'adaptació de 2005.
Eleanor apareix a la novel·la en dues parts de 1975/1976, Feudal Family: The De Clares of Gloucester, d'Edith Beadle Brouwer. És l'heroïna de la novel·la històrica de 2005 de Susan Higginbotham The Traitor's Wife: A Novel of the Reign of Edward II.